# IPod Classic
iPod Classic (укр. айПо́д Класи́к) — портативний цифровий аудіоплеєр, який розробляла та випускала компанія Apple Inc. Ця модель є найстаршою в серії плеєрів iPod. Вперше був представлений 23 жовтня 2001 року. Дані зберігаються на жорсткому диску, на відміну від інших моделей, в яких використовується флеш-пам'ять. З часів свого створення зазнав 6 змін. Протягом своєї еволюції мав декілька назв від iPod до iPod Video. Свою сучасну назву отримав 5 вересня 2007 року.

## Моделі
| Покоління        | Фото                            | Ємність | Колір                          | Підключення                           | Дати релізу      | Мінімальні вимоги до комп'ютеру | Тривалість роботи від батареї (годин) |
| ---------------- | ------------------------------- | --- | ------------------------------ | ------------------------------------- | ---------------- | ------------------------------- | ------------------------------------- |
| Перше            | first generation iPod           | 5 GB | Білий                          | FireWire                              | 23 жовтня 2001   | Mac: 9, 10.1                    | Музика: 10                            |
| Перше            | first generation iPod           | 10 GB | Білий                          | FireWire                              | 20 березня 2002  | Mac: 9, 10.1                    | Музика: 10                            |
| Перше            | first generation iPod           | Перша модель з механічним скрол колесом. 10 GB модель з'явилась пізніше.                                                        |                                |                                       |                  |                                 |                                       |
| Друге            | A second generation iPod (2002) | 10 GB | Білий                          | FireWire                              | 17 липня 2002    | Mac: 9, 10.1 Win: 2000          | Музика: 10                            |
| Друге            | A second generation iPod (2002) | 20 GB | Білий                          | FireWire                              | 17 липня 2002    | Mac: 9, 10.1 Win: 2000          | Музика: 10                            |
| Друге            | A second generation iPod (2002) | Сенсорне колесо. FireWire порт з заглушкою. Сумісність з Windows за допомогою Musicmatch.                                       |                                |                                       |                  |                                 |                                       |
| Третє            | third generation iPod           | 10 GB | Білий                          | FireWire (USB лише для синхронізації) | April 28, 2003   | Mac: 10.1 Win: 2000             | Музика: 8                             |
| Третє            | third generation iPod           | 15 GB | Білий                          | FireWire (USB лише для синхронізації) | 6 липня 2004     | Mac: 10.1 Win: 2000             | Музика: 8                             |
| Третє            | third generation iPod           | 15 GB | Білий                          | FireWire (USB лише для синхронізації) | 28 квітня 2003   | Mac: 10.1 Win: 2000             | Музика: 8                             |
| Третє            | third generation iPod           | 20 GB | Білий                          | FireWire (USB лише для синхронізації) | 8 вересня 2003   | Mac: 10.1 Win: 2000             | Музика: 8                             |
| Третє            | third generation iPod           | 30 GB | Білий                          | FireWire (USB лише для синхронізації) | 28 квітня 2003   | Mac: 10.1 Win: 2000             | Музика: 8                             |
| Третє            | third generation iPod           | 40 GB | Білий                          | FireWire (USB лише для синхронізації) | 8 вересня 2003   | Mac: 10.1 Win: 2000             | Музика: 8                             |
| Третє            | third generation iPod           | Завершена версія лише з сенсорним керуванням, док. станція, Тонший корпус. Musicmatch замінено на iTunes 4.1 for Windows.       |                                |                                       |                  |                                 |                                       |
| Четверте         | fourth generation iPod          | 20 GB | Білий                          | FireWire або USB                      | 19 липня 2004    | Mac: 10.2 Win: 2000             | Музика: 12                            |
| Четверте         | fourth generation iPod          | 20 GB | Чорно-червона (U2 модифікація) | FireWire або USB                      | October 26, 2004 | Mac: 10.2 Win: 2000             | Музика: 12                            |
| Четверте         | fourth generation iPod          | 40 GB | Білий                          | FireWire або USB                      | 19 липня 2004    | Mac: 10.2 Win: 2000             | Музика: 12                            |
| Четверте         | fourth generation iPod          | Адаптоване сенсорне колесо з iPod Mini; Чохол в комплекті.                                                                      |                                |                                       |                  |                                 |                                       |
| Четверте (Фото)  | fourth generation iPod          | 30 GB | Білий                          | FireWire або USB                      | 23 лютого 2005   | Mac: 10.2 Win: 2000             | Музика: 15 Слайдшоу: 5                |
| Четверте (Фото)  | fourth generation iPod          | 40 GB | Білий                          | FireWire або USB                      | 26 жовтня 2004   | Mac: 10.2 Win: 2000             | Музика: 15 Слайдшоу: 5                |
| Четверте (Фото)  | fourth generation iPod          | 60 GB | Білий                          | FireWire або USB                      | 26 жовтня 2004   | Mac: 10.2 Win: 2000             | Музика: 15 Слайдшоу: 5                |
| Четверте (Фото)  | fourth generation iPod          | Модифікація четвертого покоління з кольоровим дисплеєм і функцією перегляду фото.                                               |                                |                                       |                  |                                 |                                       |
| Четверте (Color) | fourth generation iPod          | 20 GB | Білий                          | FireWire або USB                      | 28 липня 2005    | Mac: 10.2 Win: 2000             | Музика: 15 Слайдшоу: 5                |
| Четверте (Color) | fourth generation iPod          | 20 GB | Чорно-червона (U2 модифікація) | FireWire або USB                      | 28 липня 2005    | Mac: 10.2 Win: 2000             | Музика: 15 Слайдшоу: 5                |
| Четверте (Color) | fourth generation iPod          | 60 GB | Білий                          | FireWire або USB                      | 28 липня 2005    | Mac: 10.2 Win: 2000             | Музика: 15 Слайдшоу: 5                |
| Четверте (Color) | fourth generation iPod          | «iPod з кольоровим дисплеєм»; модифікація iPod Photo на заміну звичайної версії                                                 |                                |                                       |                  |                                 |                                       |
| Пяте             | fifth generation iPod           | 30 GB | Білий Чорний                   | USB (FireWire Лише для зарядки)       | 12 жовтня 2005   | Mac: 10.3 Win: 2000             | Музика: 14 Відео: 2 (later 3.5)       |
| Пяте             | fifth generation iPod           | 30 GB | Чорно-червона (U2 модифікація) | USB (FireWire Лише для зарядки)       | 12 жовтня 2005   | Mac: 10.3 Win: 2000             | Музика: 14 Відео: 2 (later 3.5)       |
| Пяте             | fifth generation iPod           | 60 GB | Білий Чорний                   | USB (FireWire Лише для зарядки)       | 12 жовтня 2005   | Mac: 10.3 Win: 2000             | Музика: 20 Відео: 3                   |
| Пяте             | fifth generation iPod           | 80 GB | Білий Чорний                   | USB (FireWire Лише для зарядки)       | 12 вересня 2006  | Mac: 10.3 Win: 2000             | Музика: 20 Відео: 6.5                 |
| Пяте             | fifth generation iPod           | Друга модифікація зтонким корпусом, і більшим дисплеєм з можливістю перегляду відео. Випускався в 2 кольорах: чорному і білому. |                                |                                       |                  |                                 |                                       |
| Шосте            | sixth generation iPod           | 80 GB | Сріблястий Чорний              | USB (FireWire Лише для зарядки)       | 5 вересня 2007   | Mac: 10.4 Win: XP SP2           | Музика: 30 Відео: 5                   |
| Шосте            | sixth generation iPod           | 160 GB | Сріблястий Чорний              | USB (FireWire Лише для зарядки)       | 5 вересня 2007   | Mac: 10.4 Win: XP SP2           | Музика: 40 Відео: 7                   |
| Шосте            | sixth generation iPod           | 120 GB | Сріблястий Чорний              | USB (FireWire Лише для зарядки)       | 9 вересня 2008   | Mac: 10.4 Win: XP SP3           | Музика: 36 Відео: 6                   |
| Шосте            | sixth generation iPod           | Новий інтерфейс і анодована алюмінієва передня панель. Сріблястий колір замінив білий. 80 GB замінено на 120 GB і 160 GB.       |                                |                                       |                  |                                 |                                       |